# Amparo Monroy Sánchez
Amparo Monroy Sánchez, née le 12 novembre 1967, est une femme politique espagnole membre du Parti populaire (PP).

## Biographie

### Vie privée
Elle est mère d'une fille et deux fils.

### Activités politiques
Elle est maire de Casas de Millán de 2011 à 2015 et présidente de sa man-communauté.
Le 20 décembre 2015, elle est élue sénatrice pour Cáceres au Sénat et réélue en 2016.